# Pararctophila brunnescens
Pararctophila brunnescens är en tvåvingeart som beskrevs av Huo och Shi 2007. Pararctophila brunnescens ingår i släktet Pararctophila och familjen blomflugor.
Artens utbredningsområde är Sichuan (Kina). Inga underarter finns listade i Catalogue of Life.